# 朱塞佩·罗梅莱
朱塞佩·罗梅莱（義大利語：Giuseppe Romele，1992年2月12日—），意大利男子越野滑雪运动员。他曾代表意大利参加2022年冬季残疾人奥林匹克运动会越野滑雪比赛，获得男子中距离坐姿铜牌。